# Wippershain
Wippershain ist ein Ortsteil der Gemeinde Schenklengsfeld im osthessischen Landkreis Hersfeld-Rotenburg. An der Einwohnerzahl gemessen ist der Ort nach der Kerngemeinde der zweitgrößte Ortsteil von Schenklengsfeld.

## Geographie
Das Dorf liegt etwa 6,2 Kilometer westlich der Kerngemeinde und etwa 7 km südöstlich von Bad Hersfeld. Im Ortsbereich liegt die Quelle des Wüllersbaches, der über den Fischbach und die Eitra in die Haune entwässert.
Der Ort liegt am südlichen Hang der Wippershainer Höhe. Sein höchster Punkt von 456 Metern liegt nur etwa 600 Meter nördlich des Dorfes. Richtung Süden und Südosten fällt das Gelände leicht zur Hochebene der Kuppenrhön bzw. des Hessischen Kegelspieles hin ab. In westlicher Richtung fällt das Land in das untere Haunetal ab.

## Geschichte

### Ortsgeschichte
Die älteste bekannte schriftliche Erwähnung von Wippershain erfolgte unter dem Namen Wyprechteshain im Jahr 1317 in einer Urkunde des Klosters Kreuzberg. Weitere Erwähnungen erfolgten unter den Ortsnamen (in Klammern das Jahr der Erwähnung): Wypersheim (1484) und Wippershain (1559).
Es wird angenommen, dass der Ort nach dem Heiligen Wigbert benannt wurde, der im nahen Kloster Hersfeld begraben wurde. Die Lage an der Altstraße, auf der die Pilger zu dem Heiligengrab in Hersfeld kamen, mag mit dazu beigetragen haben. Die Höhenstraße hieß in diesem Abschnitt „Karlsstraße“, da Karl der Große dort von der Weser kommend nach Würzburg weitergereist sein soll.
Der Ortskern, der 1317 erwähnt wurde, lag vermutlich etwas östlicher als heute, im heutigen Gewann Heckengarten. Schon 1494 wurde der Ort als Wüstung bezeichnet. Die Neubesiedelung erfolgte im heutigen Ortsbereich, der etwas weiter in das Tal des Wüllersbaches hinein liegt.
Der Ort gehörte zu dem kleinen hersfeldischen Gericht Schildschlag („Schildislo“), das im 13. Jahrhundert aus südwestlichen Teilen der kaiserlichen Eherinevirst-Schenkung von 1003 gebildet wurde. Das Gericht wurde während seiner Existenz immer von benachbarten Ämtern verwaltet, hatte daher auch nie einen eigenen Amtmann oder eine Gerichtsstätte. Lange Zeit hatten die Herren von Buchenau das Gericht von Hersfelder Abt zum Lehen. Im 14., 15. und 16. Jahrhundert wechselte das Gericht und damit auch Wippershain oft seine Lehensinhaber. Das waren neben den Buchenauern die Propstei Johannesberg und Landgraf Wilhelm II. von Hessen. In dieser Zeit wurde Wippershain daher vom südlich gelegenen Buchenau, vom hersfeldischen Johannesberg oder vom hessischen Hauneck aus verwaltet, wo auch jeweils die Gerichtsstätten lagen. Als die Reichsabtei 1648 rechtsverbindlich an die Landgrafschaft Hessen-Kassel ging, ging auch die Lehensherrschaft auf die Landgrafen über. Das Dorf blieb aber in Lehensbesitz der Buchenauer. Erst zwischen 1720 und 1722 wurde Wippershain vollständig hessisch, als der Landgraf von Hessen-Kassel den Lehensbesitz der Buchenauer durch Kauf auslöste. Danach wurde das Gericht Schildschlag aufgelöst und Wippershain dem hessischen Amt Hauneck mit Sitz in Holzheim zugewiesen. Mit der kurhessischen Kreisordnung vom 29. Juni 1821 wurden die alten Gerichte und Ämter aufgelöst und durch Kreise ersetzt. Seitdem war Wippershain eine Gemeinde im Landkreis Hersfeld.
Hessische Gebietsreform (1970–1977)
Zum 1. August 1972 wurde die bis dahin selbständige Gemeinde Wippershain im Zuge der Gebietsreform in Hessen kraft Landesgesetz in die Gemeinde Schenklengsfeld eingemeindet. Für Wippershain wurde, wie für alle bei der Gebietsreform eingegliederten Gemeinden sowie für die Kerngemeinde mit Lampertsfeld, ein Ortsbezirk mit Ortsbeirat und Ortsvorsteher nach der Hessischen Gemeindeordnung gebildet.

### Grenz- bzw. Sühnekreuz

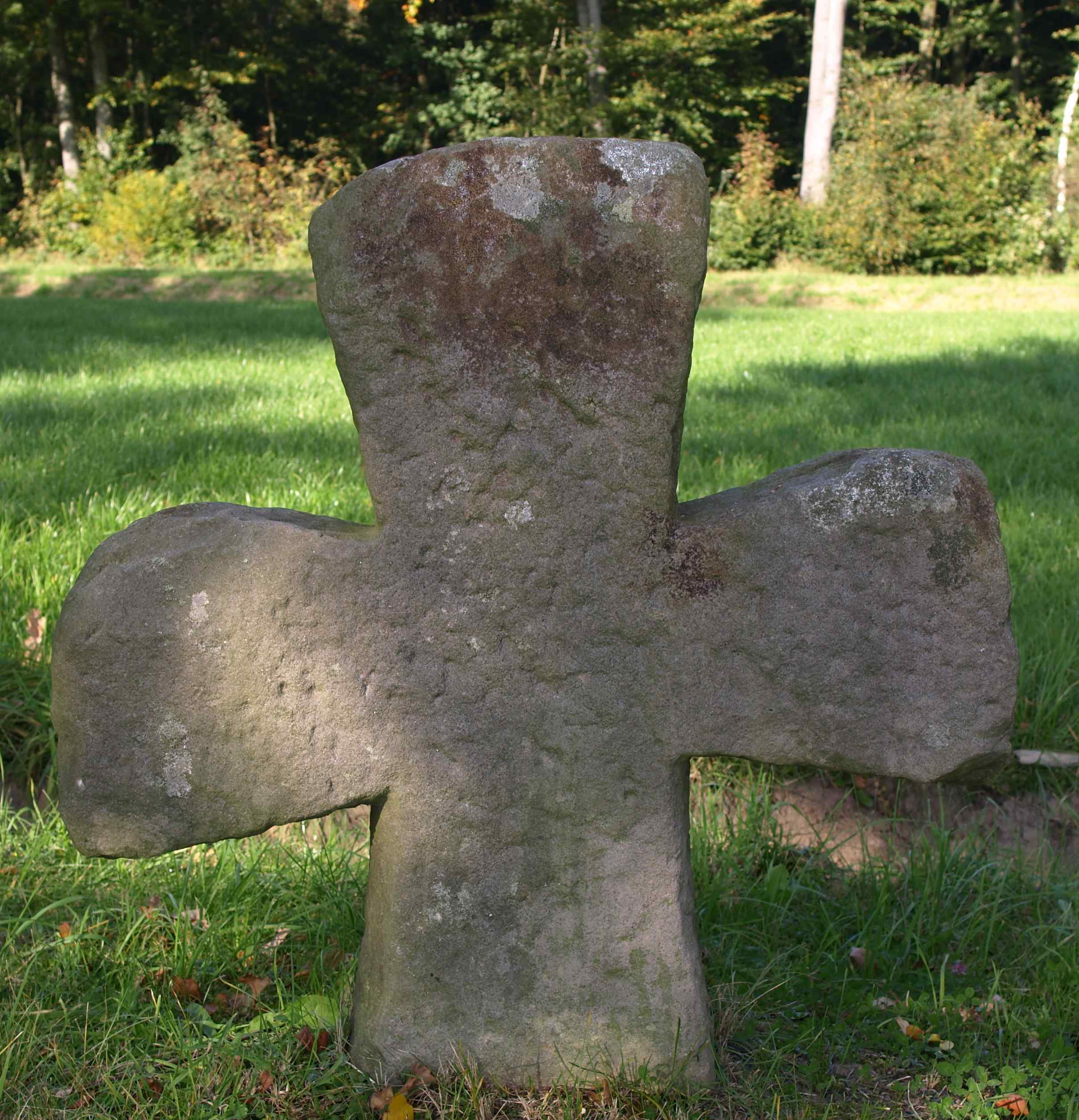
Das mittelalterliche Sandsteinkreuz bei Wippershain

An der 3. Straße, direkt an der Kreisstraße 17, steht ein Sandsteinkreuz in Form eines Malteserkreuzes. Es wurde in einer Grenzbeschreibung zwischen dem Amt Schildschlag und dem Amt Landeck am 3. November 1531 erwähnt, da sich dort die Grenze zwischen dem Gericht Schildschlag und dem Amt Landeck befand. Das Kreuz sank mit der Zeit in die Erde und wurde vergessen. Erst im Jahre 1911 wurde es wiedergefunden und vom Förster am ursprünglichen Standort aufgestellt. Anfang der 1980er Jahre wurde die Kreisstraße erneuert und das Kreuz um einige Meter an den jetzigen Standort versetzt.
Angesichts der oben genannten urkundlichen Erwähnung liegt die Vermutung nahe, dass es sich um ein Grenzkreuz handelt. Da aber entsprechende Überlieferungen fehlen, kann es sich auch um ein Sühnekreuz handeln.

### Verwaltungsgeschichte im Überblick
Die folgende Liste zeigt die Staaten und Verwaltungseinheiten, denen Wippershain  angehört(e):
- vor 1648: Heiliges Römisches Reich, Abtei Hersfeld, Amt Landeck
- 1648–1806: Heiliges Römisches Reich, Landgrafschaft Hessen-Kassel, Fürstentum Hersfeld, Amt Landeck
- 1807–1813: Königreich Westphalen, Departement der Werra, Distrikt Hersfeld, Kanton Petersberg
- ab 1815: Kurfürstentum Hessen, Fürstentum Hersfeld, Amt Schildschlag[9]
- ab 1821/22: Kurfürstentum Hessen, Provinz Fulda, Kreis Hersfeld[10][Anm. 2]
- ab 1848: Kurfürstentum Hessen, Bezirk Hersfeld
- ab 1851: Kurfürstentum Hessen, Provinz Fulda, Kreis Hersfeld
- ab 1867: Königreich Preußen, Provinz Hessen-Nassau, Regierungsbezirk Kassel, Kreis Hersfeld
- ab 1871: Deutsches Reich, Königreich Preußen, Provinz Hessen-Nassau, Regierungsbezirk Kassel, Kreis Hersfeld
- ab 1918: Deutsches Reich, Freistaat Preußen, Provinz Hessen-Nassau, Regierungsbezirk Kassel, Kreis Hersfeld
- ab 1944: Deutsches Reich, Freistaat Preußen, Provinz Kurhessen, Landkreis Hersfeld
- ab 1945: Amerikanische Besatzungszone, Groß-Hessen, Regierungsbezirk Kassel, Landkreis Hersfeld
- ab 1946: Amerikanische Besatzungszone, Hessen, Regierungsbezirk Kassel, Landkreis Hersfeld
- ab 1949: Bundesrepublik Deutschland, Hessen, Regierungsbezirk Kassel, Landkreis Hersfeld
- ab 1972: Bundesrepublik Deutschland, Hessen, Regierungsbezirk Kassel, Landkreis Hersfeld-Rotenburg[Anm. 3]

## Bevölkerung

### Einwohnerstruktur 2011
Nach den Erhebungen des Zensus 2011 lebten am Stichtag, dem 9. Mai 2011, in Wippershain 666 Einwohner. Darunter waren 3 (0,5 %) Ausländer. Nach dem Lebensalter waren 114 Einwohner unter 18 Jahren, 264 zwischen 18 und 49, 162 zwischen 50 und 64 und 123 Einwohner waren älter. Die Einwohner lebten in 267 Haushalten. Davon waren 45 Singlehaushalte, 87 Paare ohne Kinder und 105 Paare mit Kindern, sowie 24 Alleinerziehende und 3 Wohngemeinschaften. In 36 Haushalten lebten ausschließlich Senioren und in 183 Haushaltungen lebten keine Senioren.

### Einwohnerentwicklung
| Quelle: Historisches Ortslexikon |                  |
| • 1631:                          | 37 Haushaltungen |
| • 1747:                          | 38 Haushaltungen |

| Wippershain: Einwohnerzahlen von 1834 bis 2019 | Wippershain: Einwohnerzahlen von 1834 bis 2019 | Wippershain: Einwohnerzahlen von 1834 bis 2019 | Wippershain: Einwohnerzahlen von 1834 bis 2019 | Wippershain: Einwohnerzahlen von 1834 bis 2019 |
| --- | ---------------------------------------------- | ---------------------------------------------- | ---------------------------------------------- | ---------------------------------------------- |
| Jahr |                                                |                                                |                                                | Einwohner                                      |
| 1834 | 1834                                           |                                                | 392                                            | 392                                            |
| 1840 | 1840                                           |                                                | 424                                            | 424                                            |
| 1846 | 1846                                           |                                                | 435                                            | 435                                            |
| 1852 | 1852                                           |                                                | 448                                            | 448                                            |
| 1858 | 1858                                           |                                                | 424                                            | 424                                            |
| 1864 | 1864                                           |                                                | 391                                            | 391                                            |
| 1871 | 1871                                           |                                                | 350                                            | 350                                            |
| 1875 | 1875                                           |                                                | 339                                            | 339                                            |
| 1885 | 1885                                           |                                                | 315                                            | 315                                            |
| 1895 | 1895                                           |                                                | 350                                            | 350                                            |
| 1905 | 1905                                           |                                                | 391                                            | 391                                            |
| 1910 | 1910                                           |                                                | 367                                            | 367                                            |
| 1925 | 1925                                           |                                                | 358                                            | 358                                            |
| 1939 | 1939                                           |                                                | 344                                            | 344                                            |
| 1946 | 1946                                           |                                                | 459                                            | 459                                            |
| 1950 | 1950                                           |                                                | 422                                            | 422                                            |
| 1956 | 1956                                           |                                                | 392                                            | 392                                            |
| 1961 | 1961                                           |                                                | 379                                            | 379                                            |
| 1967 | 1967                                           |                                                | 421                                            | 421                                            |
| 1970 | 1970                                           |                                                | 430                                            | 430                                            |
| 1980 | 1980                                           |                                                | ?                                              | ?                                              |
| 1990 | 1990                                           |                                                | ?                                              | ?                                              |
| 2001 | 2001                                           |                                                | 686                                            | 686                                            |
| 2006 | 2006                                           |                                                | 709                                            | 709                                            |
| 2009 | 2009                                           |                                                | 665                                            | 665                                            |
| 2011 | 2011                                           |                                                | 666                                            | 666                                            |
| 2019 | 2019                                           |                                                | 623                                            | 623                                            |
| Datenquelle: Historisches Gemeindeverzeichnis für Hessen: Die Bevölkerung der Gemeinden 1834 bis 1967. Wiesbaden: Hessisches Statistisches Landesamt, 1968. Weitere Quellen: LAGIS; Gemeinde Schenklengsfeld; Zensus 2011 |                                                |                                                |                                                |                                                |

### Religion

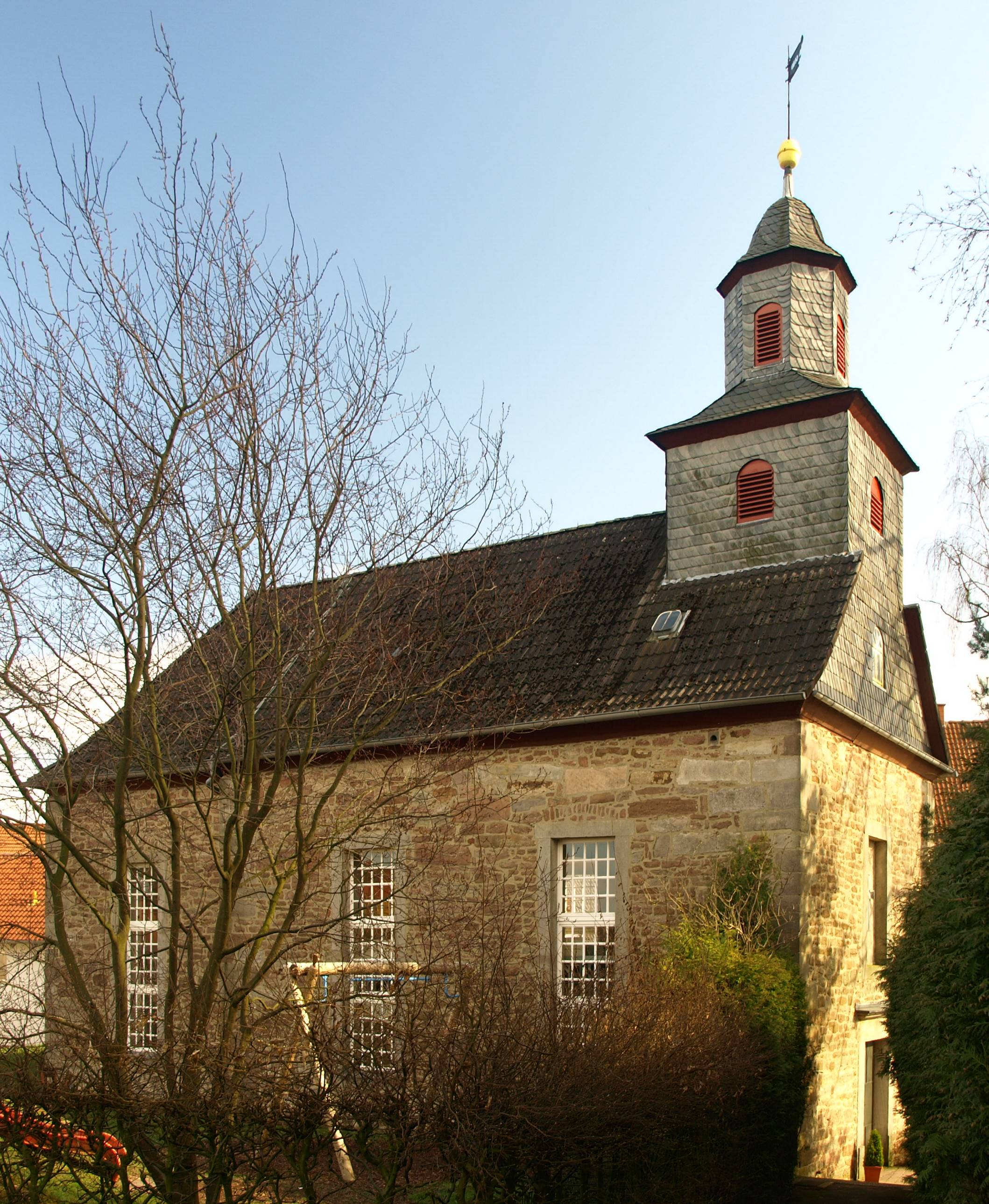
Wippershainer Kirche

Die Kirche in Wippershain, das größte Gebäude im Amt, wurde im Dreißigjährigen Krieg 1634 durch kroatische Truppen zerstört und nach Bittschriften an den Landesherren in Kassel im Jahre 1680 neu aufgebaut und mit einem reformierten Pfarrer ausgestattet. Sie wurde 1783 im Stil der Zeit umgebaut; weitere Umgestaltungen erfolgten zwischen 1953 und 1955.
In der evangelischen Kirchengemeinde, die etwa 550 Gemeindeglieder hat, ist eine halbe Pfarrstelle eingerichtet. Die Kirchengemeinde hat ein Gemeindehaus und betreibt einen Kindergarten mit einer Gruppe. Die Kirchengemeinde unterstützt einen Kinder- und Jugendchor.
Historische Religionszugehörigkeit
| • 1885: | 315 evangelische (= 100,00 %) Einwohner                           |
| • 1961: | 349 evangelische (= 92,08 %), 24 katholische (= 6,33 %) Einwohner |

## Politik
Für den Ortsteil Wippershain besteht ein Ortsbezirk (Gebiete der ehemaligen Gemeinde Wippershain) mit Ortsbeirat und Ortsvorsteher nach der Hessischen Gemeindeordnung. Der Ortsbeirat besteht aus sieben Mitgliedern. Bei Kommunalwahlen in Hessen 2021 lag die Wahlbeteiligung zum Ortsbeirat bei 66,92 %. Alle Kandidaten gehören der „Gemeinschaftsliste“ an. Der Ortsbeirat wählt Tanja Most-Schultheiß zur Ortsvorsteherin.

## Kultur und Sehenswürdigkeiten

### Kulturdenkmäler
Für die unter Denkmalschutz stehenden Kulturdenkmale des Ortes siehe die Liste der Kulturdenkmäler in Wippershain.

### Flugmodell
2011 entstand in Wippershain das erste Lego-Modellflugzeug eines Airbus A380. Gefertigt wurde es in 300 Arbeitsstunden durch den Wippershainer Zahntechniker Nils Hartwig. Das Modell ist derzeit als Leihgabe am Flughafen Frankfurt Main in einer Vitrine ausgestellt.

### Vereine
Gemeinsam mit dem Nachbardorf Rotensee und dem Ort Schenklengsfeld gibt es den Fußballclub SG Rotensee/Wippershain/Schenklengsfeld. Der Sportplatz des Vereins befindet sich auf dem höchsten Punkt der Wippershainer Höhe. Im Breitensportförderverein 1989 Wippershain e. V. gibt es weitere Sportgruppen.
Des Weiteren gibt es die Freiwillige Feuerwehr Wippershain, die Kirmesburschen und verschiedene Chöre.

## Wirtschaft und Infrastruktur
Im Ort gibt es ein Dorfgemeinschaftshaus.

### Verkehr
Das Dorf ist über die Kreisstraße 17, die von Bad Hersfeld zum Schenklengsfelder Ortsteil Wüstfeld führt, erreichbar. Sowohl die Kreisstraße 76 (13. Straße) als auch die 3. Straße führen von der K 17 aus in den Ort. Der öffentliche Personennahverkehr erfolgt durch die ÜWAG Bus GmbH mit der Linie 345.
Eine Besonderheit in Wippershain ist, dass es nur nummerierte Straßennamen gibt (siehe dazu auch unter Idealstadt). Hierbei führen die Straßen mit den Nummern 3, 7, 9, 10, 11 und 13 von Nordost nach Südwest, die mit den Nummern 6, 8 und 12 von Südost nach Nordwest (3 und 6 von der Nummerierung her in umgekehrter Richtung). Weitere Straßen haben Nummern, die von den Straßen abgeleitet sind, von denen sie abzweigen, so verläuft die 71. Straße von der 7. zur 9. Straße, die 91. Straße verläuft fast parallel zur 9. Straße. Zwei quer zur 10., 11. und 13. Straße verlaufende Straßen haben auf jedem Abschnitt einen anderen Namen, entsprechend der direkt südlich verlaufenden Querstraße, also 101./111./131. Straße und 102./112./132. Straße. Die 113., 114. und 115. Straße weichen von diesem System ab. So ergeben sich für den Ort 20 Straßennamen.

### Nutzflächen
Die 3,52 km², die zu dem Dorf gehören, teilen sich wie folgt auf (Stand: 2001):
- Hof- und Gebäudefläche: 21,84 ha
- Verkehrsfläche: 31,73 ha
- Landwirtschaftliche Fläche: 255,88 ha
- Gewässerfläche: 1,75 ha
- Forstwirtschaftliche Fläche: 39,99 ha
- Sonstige Flächen: 1,44 ha

### Sendetürme

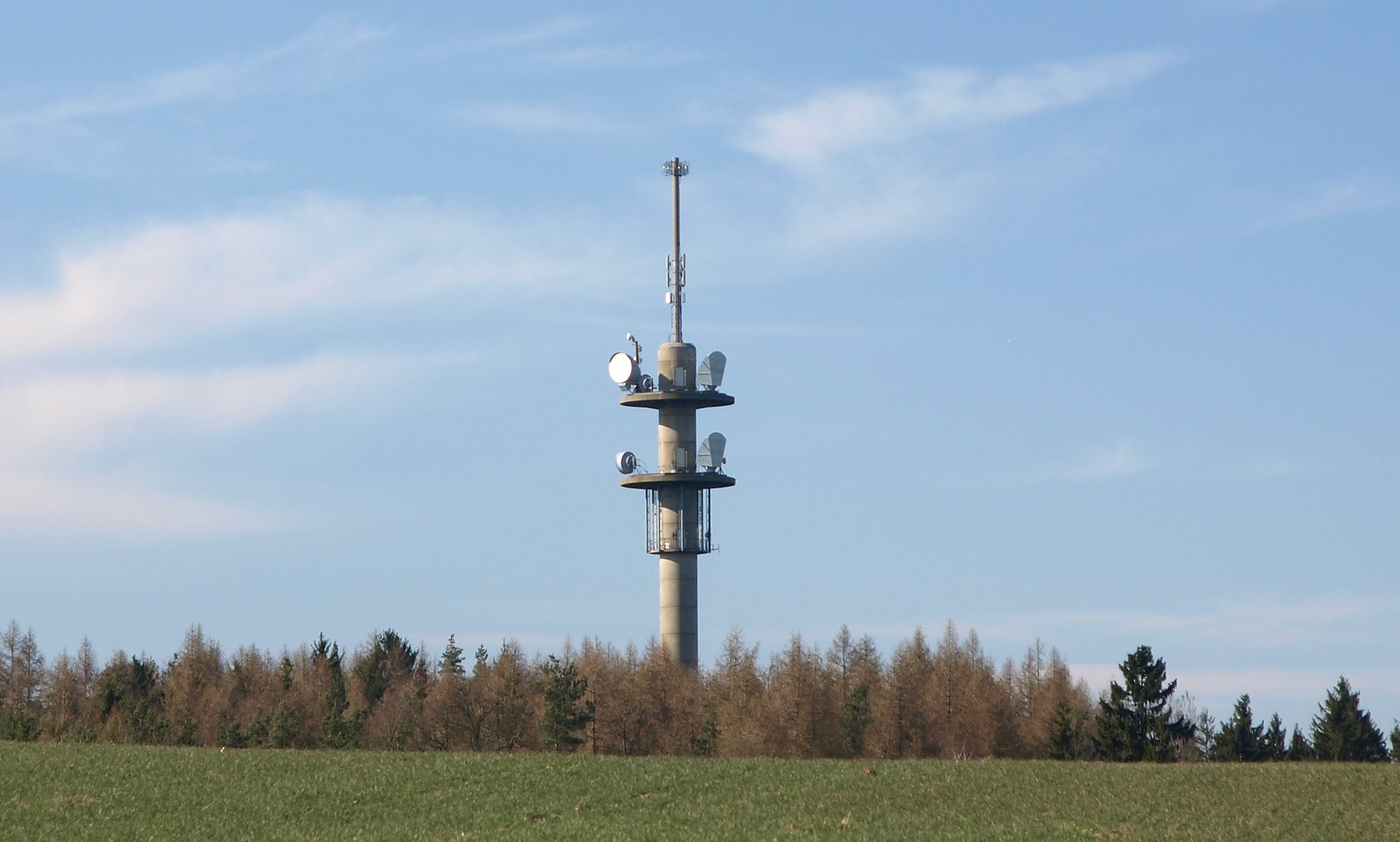
Sendeturm

Der Sender Wippershainer Höhe befindet sich etwa 1,3 Kilometer nördlich von Wippershain, in der Nähe von Bad Hersfeld auf 454 m ü. NN. Drei weitere Stahlfachwerktürme, direkt am Sportplatz, werden für Richtfunk- und Mobilfunkantennen genutzt. Des Weiteren nutzt der Ortsverein F 69 Bad Hersfeld des Deutschen Amateur-Radio-Clubs e. V. (DARC) diese Türme für seine Relaisstation, den Repeater und den Digipeater.

## Persönlichkeiten
- Rudolf Wilhelm Schmitt (1830–1898), Chemiker, Unternehmer und Hochschullehrer
- Gerhard Kreuzwendedich Todenhöfer (1913–1973), NS-Funktionär, Legationsrat und Wirtschaftsmanager
- Antje Brüggemann-Breckwoldt (1941–2023), Bildende Künstlerin, Keramikerin